# Psychose blanche
La psychose blanche ou psychose non-hallucinatoire est un concept psychanalytique élaboré par André Green et Jean-Luc Donnet en 1973.

## Définition et historique du concept
Il s'agit d'une structure non manifeste qui peut passer pour une dépression, un cas-limite ou désigne une évolution psychotique sans signe clinique patent,.
Michel Demangeat définit la « psychose blanche » comme une psychose « sans manifestation clinique aisément repérable, où l'analyse permet d'accéder à la matrice psychotique ». En tant que  « structure nucléaire »,  celle-ci est la source d'une élaboration psychotique possible, mais « sans qu'une actualisation symptomatique en découle nécessairement ».
La notion de « psychose blanche » est introduite en 1973 par Jean-Luc Donnet et André Green dans L'Enfant de ça, à partir d' « un entretien avec Z. au cours d'une consultation psychanalytique dans le cadre d'un service de psychiatrie générale ». Elle peut être rapprochée du concept d'Evelyne Kestemberg de "psychose froide" .[précision nécessaire]

### L'enfant de ça: la psychose blanche
À la suite de la parution du livre d'André Green et de Jean-Luc Donnet  en 1973, Roland Jaccard en présente une recension critique dans les pages du Monde. L'article est intitulé « “Ma mère a couché avec son gendre et c'est moi l'enfant de ça” », citation extraite de la présentation du livre de Green et Donnet aux éditions de Minuit, laquelle se poursuit ainsi : « ainsi Z présente-t-il à la fois son origine et celle de ses troubles au psychanalyste […] »,. Dans leur livre, André Green et Jean-Luc Donnet  rendent compte du malaise de l’écoute psychanalytique qui « interroge la théorie psychanalytique sur l’inceste, le réel, la folie » et débouche sur ce nouveau concept : la psychose blanche.

#### Textes de référence
- André Green avec Jean-Luc Donnet : L'Enfant de ça. Psychanalyse d’un entretien : la psychose blanche, Éditions de Minuit, Collection « Critiques », 1973,  (ISBN 2-7073-0399-2) [lire en ligne].
- André Green : La folie privée, psychanalyse des cas-limites, Paris, Éditions de Minuit, rééd. Paris, Gallimard coll. « Folio essais », 2003,  (ISBN 2-07-042831-1)
- André Green, « Les cas limite. De la folie privée aux pulsions de destruction et de mort », dans Revue française de psychanalyse, 2011/2 (Vol. 75),p. 375-390. DOI : 10.3917/rfp.752.0375. [lire en ligne].

#### Études et commentaires
(Dans l'ordre alphabétique des noms d'auteurs)
- Michel Demangeat, « psychose blanche - psychoses non délirantes », dans Alain de Mijolla (dir.), Dictionnaire international de la psychanalyse 2. M/Z, Paris, Hachette, 2005 (ISBN 2-0127-9145-X), p. 1400-1402.
- Sophie de Mijolla-Mellor, « potentialité psychotique », dans A. de Mijolla (dir.), Dictionnaire international de la psychanalyse 2. M/Z, Paris, Hachette, 2005 (ISBN 2-0127-9145-X), p. 1314-1315.
- Gérard Pirlot (dir.) et Dominique Cupa (dir.), « La psychose blanche », dans Approche psychanalytique des troubles psychiques, Paris, Dunod, coll. « Univers Psy », 2019 (ISBN 9782100785421, lire en ligne), p. 104-106
- Hughes Scharbach, « Psychose blanche et nosographie », Ann. Medico-Psychol., vol. 137, nos 3-4,‎ 1979, p. 266-271 (présentation en ligne)
- M. Walter, P. Dejean et J.-J. Kress, « La psychose blanche, une psychose sans délire? », Information psychiatrique, vol. 70,‎ 1994, p. 280–283 (présentation en ligne)